# Ambrosini SAI.1
Ambrosini SAI.1 – włoski samolot wyścigowy zbudowany w 1935 roku przez SAI Ambrosini.

## Historia
SAI.1 był pierwszym samolotem zbudowanym przez SAI Ambrosini po tym, jak w 1934 roku Società Aeronautica Italiana zostało przejęte przez grupę Ambrosini. Jego projektantem był Sergio Stefanutti, samolot został zaprojektowany specjalnie na wyścig Avioraduno del Littorio.
SAI.1 był klasycznym dwupłatowcem o konwencjonalnej konstrukcji i wyglądzie. Dwuosobowy samolot miał dwa osobne kokpity w układzie tandem (jeden za drugim), 140-konny silnik Fiat A.54A przykryty był owiewką NACA. Jedyną cechą wyróżniającą samolot od innych podobnych konstrukcji były przednie szyby kokpitów w kształcie litery „V”, które rozciągały się na całą wysokość pomiędzy kadłubem i górnym skrzydłem.
Samolot mierzył 6,5 metra długości i 2,5 metra wysokości, jego rozpiętość skrzydeł wynosiła 8,6 metra. Powierzchnia skrzydeł wynosiła 17,2 m². Masa własna wynosiła 610 kilogramów, a maksymalna masa startowa - 930 kilogramów.
Prędkość maksymalna samolotu wynosiła 220 kilometrów na godzinę, prędkość przelotowa 194 km/h, a prędkość lądowania 85 km/h.